# Belgian International 2022
Die Belgian International 2022 im Badminton fanden vom 14. bis zum 17. September 2022 in Leuven statt.

## Sieger und Platzierte
| Disziplin    | Gold                          | Silber                             | Bronze                          |
| ------------ | ----------------------------- | ---------------------------------- | ------------------------------- |
| Herreneinzel | Lin Chun-yi                   | Kim Bruun                          | Arnaud Merklé                   |
| Herreneinzel | Lin Chun-yi                   | Kim Bruun                          | Minoru Koga                     |
| Dameneinzel  | Nguyễn Thùy Linh              | Hirari Mizui                       | Kristin Kuuba                   |
| Dameneinzel  | Nguyễn Thùy Linh              | Hirari Mizui                       | Lauren Lam                      |
| Herrendoppel | Chang Ko-chi Po Li-wei        | Sirawit Sothon Natthapat Trinkajee | Lin Shang-kai Lu Ming-Che       |
| Herrendoppel | Chang Ko-chi Po Li-wei        | Sirawit Sothon Natthapat Trinkajee | Chiu Hsiang-chieh Yang Ming-tse |
| Damendoppel  | Rui Hirokami Yuna Kato        | Chang Ching-hui Yang Ching-tun     | Sung Shuo-yun Yu Chien-hui      |
| Damendoppel  | Rui Hirokami Yuna Kato        | Chang Ching-hui Yang Ching-tun     | Shiena Fukumoto Nao Ono         |
| Mixed        | Hiroki Midorikawa Natsu Saito | Chiu Hsiang-chieh Lin Xiao-min     | Gregory Mairs Jenny Moore       |
| Mixed        | Hiroki Midorikawa Natsu Saito | Chiu Hsiang-chieh Lin Xiao-min     | Jesper Toft Clara Graversen     |